# Byagawadi, Hangal
Byagawadi là một làng thuộc tehsil Hangal, huyện Haveri, bang Karnataka, Ấn Độ.